# Mirrah Foulkes
Mirrah Foulkes és una directora, guionista i actriu de cinema i televisió australiana. Va ser criada a la Sunshine Coast, al Queensland del Sud-Est, Austràlia. Ha aparegut en pel·lícules com Animal Kingdom (2010), Sleeping Beauty (2011), i la pel·lícula australiana d’antologia The Turning (2013).
A Austràlia, Foulkes va interpretar el paper de Jo Mathieson a la llarga sèrie de televisió australiana All Saints. Va aparèixer a cada episodi del 2009 abans de la cancel·lació de la sèrie l'octubre del 2009. El 2013, va interpretar a Simone a Top of the Lake, un minisèrie dramaàtica de misteri.
El 2014, Foulkes es va unir al repartiment de la sèrie de televisió de remake de la CBS Hawaii Five-0 en el paper recurrent d'Ellie Clayton, una advocada, que està connectada amb el tinent comandant Steve McGarrett (Alex O'Loughlin) a través del seu pare.
Foulkes ha escrit i dirigit diversos curtmetratges, com ara Dumpy Goes to the Big Smoke (2012), Florence Has Left the Building (2015) protagonitzada per Jacki Weaver i Trespass (2015). El 2013, va coescriure el curtmetratge Eugene per al concurs Intel i W Hotels Four Stories. Foulkes és l'única membre femenina del col·lectiu de cinema australià Blue-Tongue Films.
El 2013, Foulkes va ser nominada per la seva interpretació al millor nou talent femení als Premis Logie. També el 2013, va ser nominada al Premi AACTA a la millor actriu secundària per The Turning, una pel·lícula basada en una col·lecció de contes breus de Tim Winton.

## Carrera

### Cinema
Foulkes ha aparegut en diversos llargmetratges australians des del 2006, com ara Spider (2007), Dying Breed (2008), Animal Kingdom (2010),; el drama eròtic Sleeping Beauty (2011); i a la pel·lícula d'antologia australiana The Turning (2013).
El 2012, Foulkes va fer el seu debut com a guionista i directora amb el curtmetratge Dumpy Goes to the Big Smoke, una història de ficció sobre una trobada casual que podria canviar la vida d'una dona solitària. La pel·lícula va rebre una resposta positiva de la crítica i li va obtenir diversos premis i nominacions, inclòs el premi al millor director al Festival de Cinema de Sydney i va ser nominat a dos Premis AACTA el 2013.
El 2013, va interpretar el paper de Sherry a la pel·lícula d'antologia australiana The Turning, protagonitzada per Cate Blanchett, basada en una col·lecció de contes breus de Tim Winton. La pel·lícula va ser nominada al Asia Pacific Screen Award a la millor pel·lícula de 2013. El 2013, Foulkes va ser nominada per la seva actuació al millor nou talent femení als Premis Logie. També el 2013, va ser nominada al Premi AACTA a la millor actriu secundària a la pel·lícula d'antologia australiana The Turning.
El 2015, Foulkes va dirigir el curtmetratge Florence Has Left the Building (2015) protagonitzat per Jacki Weaver, que es va estrenar al Festival Internacional de Cinema de Melbourne i va guanyar el premi AACTA 2015 al millor curtmetratge de ficció; i Trespass que es va estrenar internacionalment al Festival Internacional de Cinema de Toronto el 2016. El 2013, Foulkes va coescriure el curtmetratge Eugene per al concurs Intel i W Hotels Four Stories. Foulkes és l'única membre femenina del col·lectiu de cinema australià Blue-Tongue Films.

### Televisió
El 2005, Foulkes va tenir un paper de convidat de dos capítols a Blue Heelers.
El 2009, Foulkes es va unir al repartiment de la llarga sèrie de televisió australiana All Saints en el paper de l'especialista de rescat paramèdic, Jo Mathieson, a la recentment creada Unitat de Resposta Mèdica. Va aparèixer a cada episodi del 2009 abans de la cancel·lació de la sèrie l'octubre del 2009 per Channel 7.
L'any 2011, va aparèixer a Wild Boys com la lluitadora proscrita Jessie West, una dona bushranger.
El 2012, va interpretar el paper de Rebecca Bourke a la sèrie de televisió australiana Devil's Dust, una història real sobre un litigi per amiant contra un gran fabricant de ciment James Hardie.
El 2013, va interpretar el paper de Simone a Top of the Lake, una minisèrie de televisió de drama de misteri de sis hores creada i escrita per Jane Campion i Gerard Lee, i dirigida per Campion i Garth Davis, que es va emetre al Sundance Channel el 2013.
El 2015, va interpretar el paper de Kellie Norton a la minisèrie de televisió australiana The Principal.
El 2014, es va unir al repartiment de la sèrie de televisió de CBS Hawaii Five-0 en el paper recurrent d'Ellie Clayton, una advocada, que està connectada amb el tinent comandant Steve McGarrett Alex O'Loughlin a través del seu pare.
A més Foulkes va dirigir i va ser guionista de Dumpy Goes to the Big Smoke (2012), i va dirigir el curtmetratge Eugene (2012, curtmetratge). i Florence Has Left The Building amb Jacki Weaver, i Trespass que es va estrenar internacionalment al Festival Internacional de Cinema de Toronto el 2016.

## Filmografia

### Cinema
| Any  | Títol                        | Paper                 | Notes                |
| ---- | ---------------------------- | --------------------- | -------------------- |
| 2005 | Ezra White, LL.B.            | Teacher               | Curtmetratge         |
| 2007 | Crossbow                     | Cop 1                 | Curtmetratge         |
| 2007 | Spider                       | Jill                  | Curtmetratge         |
| 2007 | Long Road to Heaven          | Hannah Catrelle       |                      |
| 2007 | Little Deaths                | Caroline              |                      |
| 2008 | Dying Breed                  | Nina                  |                      |
| 2008 | Netherland Dwarf             | Rebecca               | Curtmetratge         |
| 2010 | Happy Sushi                  | Woman                 | Curtmetratge         |
| 2010 | Animal Kingdom               | Catherine Brown       |                      |
| 2011 | Sleeping Beauty              | Sophie                |                      |
| 2012 | Cryo                         | Jacobs                | Curtmetratge         |
| 2013 | The Turning                  | Fay Keenan            |                      |
| 2014 | Vote Yes                     | Susan                 | Curtmetratge         |
| 2015 | The Gift                     | Wendy Dale            |                      |
| 2016 | Measuring The Jump           | Kelly                 | Curtmetratge         |
| 2017 | War Machine                  | Captain Barbara Floss |                      |
| 2019 | Judy & Punch                 | N/A                   | Guionista i Director |
| 2023 | The Chase for Carrera        | Commercial Director   |                      |
| TBA  | Untitled Christy Martin film | N/A                   | Guionista            |

### Televisió
| Any     | Títol                                 | Paper            | Notes              |
| ------- | ------------------------------------- | ---------------- | ------------------ |
| 2005    | Blue Heelers                          | Deborah Masters  | 3 Episodis         |
| 2006    | The Chaser's War on Everything        | Ella mateixa     | 6 Episodis         |
| 2009    | All Saints                            | Jo Mathieson     | 37 Episodis        |
| 2010    | 52 Annual TV Week Logie Awards        | Herself          | Television Special |
| 2011    | Wild Boys                             | Jessie West      | 2 Episodis         |
| 2012    | Devil's Dust                          | Rebecca Bourke   | 2 Episodis         |
| 2013    | Top of the Lake                       | Simone           | 4 Episodis         |
| 2013    | Deadbeat Dads                         | Susan            | 1 Episodi          |
| 2013    | The Outlaw Michael Howe               | Maria Lord       | Television Movie   |
| 2013    | Power Games: The Packer-Murdoch Story | Patricia Murdoch | 2 Episodis         |
| 2014    | Secrets and Lies                      | Nicole Hoebel    | 2 Episodis         |
| 2014    | Secrets and Lies                      | Vanessa Turner   | 1 Episodi          |
| 2014-15 | Hawaii Five-0                         | Ellie Clayton    | 4 Episodis         |
| 2015    | The Principal                         | Kellie Norton    | 4 Episodis         |
| 2018    | Harrow                                | Soroya Dass      | 10 Episodis        |

### Crèdits del personal
| Any  | Títol                          | Paper                | Notes        |
| ---- | ------------------------------ | -------------------- | ------------ |
| 2012 | Eugene                         | Guionista            | Curtmetratge |
| 2012 | Dumpy Goes to the Big Smoke    | Guionista i Director | Curtmetratge |
| 2014 | Florence Has Left the Building | Guionista i Director | Curtmetratge |
| 2016 | Trespass                       | Guionista i Director | Curtmetratge |
| 2019 | Judy and Punch                 | Director             |              |
| 2021 | Fires                          | Director             | 1 episodi    |
| 2021 | Eden                           | Director             | 3 episodis   |
| 2022 | Upright (sèrie de televisió)   | Director             | 8 episodis   |

## Premis i nominacions
Foulkes ha escrit i dirigit diversos curtmetratges, com ara Dumpy Goes to the Big Smoke (2012), que va guanyar el premi al Millor Director al Festival de Cinema de Sydney i va ser nominat per dos Premis AACTA (abans Australian Film Institute Awards, també coneguts com els AFI Awards) el 2013; Florence Has Left the Building (2015) protagonitzada per Jacki Weaver, que es va estrenar al Festival Internacional de Cinema de Melbourne i va guanyar el premi AACTA 2015 al millor curtmetratge de ficció; i Trespass que es va estrenar internacionalment al Festival Internacional de Cinema de Toronto el 2016.
El 2013, Foulkes va ser nominada per la seva interpretació al millor nou talent femení als Premis Logie. També el 2013, va ser nominada al Premi AACTA a la millor actriu secundària per The Turning.
Al LII Festival Internacional de Cinema Fantàstic de Catalunya va guanyar el Premi al millor guió per la pel·lícula Judy & Punch.